# Aquaman and the Lost Kingdom
Aquaman and the Lost Kingdom är en amerikansk superhjältefilm från 2023, baserad på DC Comics karaktär Aquaman. Den är regisserad av James Wan, med manus skrivet av David Leslie Johnson-McGoldrick. Filmen är uppföljaren till Aquaman från 2018 och är den femtonde och sista filmen i DC Extended Universe (DCEU).
Filmen hade biopremiär i Sverige den 19 december 2023, utgiven av Warner Bros.

## Rollista (i urval)
- Jason Momoa – Arthur Curry / Aquaman
- Patrick Wilson – Orm Marius
- Amber Heard – Mera
- Yahya Abdul-Mateen II – David Kane / Black Manta
- Randall Park – Dr. Stephen Shin
- Dolph Lundgren – Kung Nereus
- Temuera Morrison – Thomas Curry
- Martin Short – Kingfish (röst)
- Nicole Kidman – Atlanna
- Vincent Regan – Kung Atlan
- Jani Zhao – Stingray
- Indya Moore – Karshon
- Pilou Asbæk – Kordax
- John Rhys-Davies – Brine King (röst)